# Sidney (Montana)
Sidney é uma cidade localizada no estado americano de Montana, no Condado de Richland.

## Demografia
Segundo o censo americano de 2000, a sua população era de 4774 habitantes.
Em 2006, foi estimada uma população de 4804, um aumento de 30 (0.6%).

## Geografia
De acordo com o United States Census Bureau tem uma área de
5,8 km², dos quais 5,8 km² cobertos por terra e 0,0 km² cobertos por água. Sidney localiza-se a aproximadamente 594 m acima do nível do mar.

## Localidades na vizinhança
O diagrama seguinte representa as localidades num raio de 44 km ao redor de Sidney.